# Magneux-Haute-Rive
 Magneux-Haute-Rive  es una localidad y comuna de Francia, en la región de Ródano-Alpes, departamento de Loira, en el distrito y cantón de Montbrison.
Su población en el censo de 1999 era de 304 habitantes.
Está integrada en la Communauté d'agglomération Loire-Forez.

## Demografía
| 256 | 228 | 218 | 185 | 259 | 304 |
| Para los censos de 1962 a 1999 la población legal corresponde a la población sin duplicidades (Fuente: INSEE [Consultar]) |     |     |     |     |     |